# 小行星1279
小行星1279（1279 Uganda）是一颗围绕太阳公转的小行星。1933年6月15日，西里爾·傑克遜在约翰内斯堡发现了此天体。
該小行星以非洲國家烏干達命名。
这颗小行星的绝对星等为297.7976758111373等。